# Кубок Росії з футболу 2012—2013
Кубок Росії з футболу 2012–2013 — 21-й розіграш кубкового футбольного турніру в Росії. Титул всьоме здобув ЦСКА.

## Календар
| Раунд           | Дата                     | Матчі | Клуби    |
| --------------- | ------------------------ | ----- | -------- |
| Перший раунд    | 11-17 липня 2012         | 18    | 108 → 90 |
| Другий раунд    | 29 липня - 5 серпня 2012 | 28    | 90 → 62  |
| Третій раунд    | 10-18 серпня 2012        | 14    | 62 → 48  |
| Четвертий раунд | 1-2 вересня 2012         | 16    | 48 → 32  |
| 1/16 фіналу     | 25-27 вересня 2012       | 16    | 32 → 16  |
| 1/8 фіналу      | 30-31 жовтня 2012        | 8     | 16 → 8   |
| 1/4 фіналу      | 17-18 квітня 2013        | 4     | 8 → 4    |
| 1/2 фіналу      | 7-8 травня 2013          | 2     | 4 → 2    |
| Фінал           | 1 червня 2013            | 1     | 2 → 1    |

## 1/16 фіналу
| Команда 1              | Рахунок         | Команда 2               |
| ---------------------- | --------------- | ----------------------- |
| 25 вересня 2012        |                 |                         |
| СКА-Енергія (2)        | 2:1 дч          | Амкар                   |
| Спартак-Нальчик (2)    | 1:3             | Терек                   |
| Балтика (2)            | 1:2             | Зеніт                   |
| 26 вересня 2012        |                 |                         |
| Єнісей (2)             | 2:1             | Рубін                   |
| Торпедо (Армавір) (3)  | 0:3             | Локомотив               |
| Астрахань (3)          | 1:3             | Ростов                  |
| Локомотив-2 (3)        | 0:1             | Мордовія                |
| Том (2)                | 0:1             | ЦСКА                    |
| Волга (Ульяновськ) (3) | 0:1             | Кубань                  |
| Хімік (Дзержинськ) (3) | 1:2             | Краснодар               |
| Хімки (2)              | 2:0             | Волга (Нижній Новгород) |
| Торпедо (Москва) (2)   | 0:3             | Динамо (Москва)         |
| Салют (2)              | 1:2             | Спартак (Москва)        |
| 27 вересня 2012        |                 |                         |
| Тюмень (3)             | 2:1             | Аланія                  |
| Газовик (Оренбург) (3) | 2:4 дч          | Крила Рад               |
| Урал (2)               | 0:0 дч пен. 2:4 | Анжі                    |

## 1/8 фіналу
| Команда 1       | Рахунок         | Команда 2        |
| --------------- | --------------- | ---------------- |
| 30 жовтня 2012  |                 |                  |
| Єнісей (2)      | 1:0             | СКА-Енергія (2)  |
| Мордовія        | 0:2             | Зеніт            |
| Кубань          | 1:0             | Краснодар        |
| Ростов          | 0:0 дч пен. 3:2 | Спартак (Москва) |
| 31 жовтня 2012  |                 |                  |
| Анжі            | 2:1             | Крила Рад        |
| Терек           | 3:1 дч          | Локомотив        |
| Динамо (Москва) | 2:1             | Хімки (2)        |
| ЦСКА            | 3:0             | Тюмень (3)       |

## 1/4 фіналу
| Команда 1      | Рахунок         | Команда 2       |
| -------------- | --------------- | --------------- |
| 17 квітня 2013 |                 |                 |
| Анжі           | 1:0             | Динамо (Москва) |
| Зеніт          | 0:0 дч пен. 4:3 | Кубань          |
| ЦСКА           | 3:0             | Єнісей (2)      |
| 18 квітня 2013 |                 |                 |
| Ростов         | 0:0 дч пен. 4:3 | Терек           |

## 1/2 фіналу
| Команда 1     | Рахунок | Команда 2 |
| ------------- | ------- | --------- |
| 7 травня 2013 |         |           |
| Ростов        | 0:2 дч  | ЦСКА      |
| 8 травня 2013 |         |           |
| Зеніт         | 0:1     | Анжі      |

## Фінал
| 1 червня 2013 12:30 (EEST) |

| ЦСКА    | 1:1 дч   | Анжі       |
| ------- | -------- | ---------- |
| Муса 8' | Протокол | Діарра 74' |

| Ахмат-Арена, Грозний Глядачів: 28 000 Арбітр: Олександр Єгоров |

|                                                     |     | Пенальті                                     |  |
| Мамаєв · В.Березуцький · Муса · Вагнер Лав · Думбіа | 4:3 | Буссуфа · Жирков · Вілліан · Жусілей · Ето'о |  |